# Apocryptus flavofacies
Apocryptus flavofacies är en stekelart som beskrevs av Gupta 1983. Apocryptus flavofacies ingår i släktet Apocryptus och familjen brokparasitsteklar. Inga underarter finns listade i Catalogue of Life.